# Бозорг Алеві
Бозо́рг Алеві́ (*1904; †1997) — іранський письменник, публіцист, активний борець за мир. Перша збірка оповідань «Чемодан» (1935) написана під впливом декадансу. За участь у демократичному русі був заарештований. Його книги «Тюремні записки» (1941), «Узбеки» (1948), «Іран, що бореться» (1955), «Кривава нафта» (1956) свідчать про перехід на позиції реалізму. Перекладач Чехова.

## Твори
- «Чемодан» (1935)
- «Тюремні записки» (1941)
- «Узбеки» (1948)
- «Іран, що бореться» (1955)
- «Кривава нафта» (1956)